# Beate Ritter

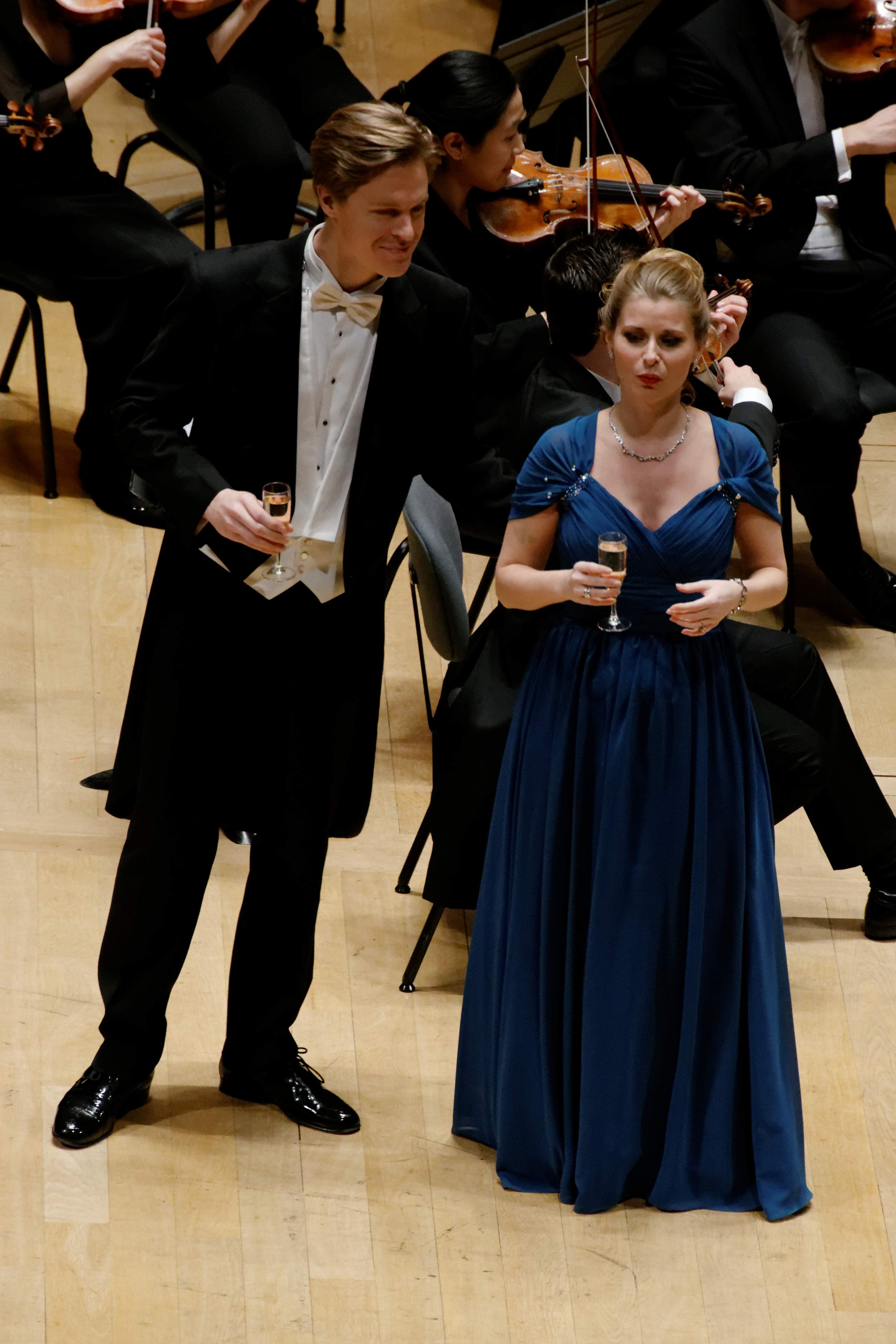
Beate Ritter am 30. Dezember 2015 im Auditorium Maurice-Ravel in Lyon

Beate Ritter (geboren am 19. Dezember 1983 in Grieskirchen, Oberösterreich; gestorben am 22. Juni 2025 in Oberösterreich, verheiratete Ritter-Gruber) war eine österreichische Opernsängerin (Sopran).

## Leben
Beate Ritter wuchs in St. Georgen bei Grieskirchen auf. Im Jahr 2002 absolvierte sie eine Musical-Ausbildung an der Universität für Musik und darstellende Kunst Wien, welche sie 2005 abschloss. Anschließend studierte sie klassischen Sologesang am Konservatorium Wien Privatuniversität (2006–2011) bei Kai Wessel.
Ihr Operndebüt hatte sie im Jänner 2009 am Theater an der Wien als Yniold in Claude Debussys Pélleas et Mélisande unter der Leitung von Bertrand de Billy. Im September 2009 gewann sie den ersten Preis und den Publikumspreis beim Wettbewerb „Klassik Mania“ in Wien. Im Juni 2010 hatte sie als Blonde in Die Entführung aus dem Serail ihr Debüt an der Volksoper Wien, wo sie von 2010 bis 2018 Mitglied des Solisten-Ensembles war. Von 2018 bis 2024 war sie Ensemblemitglied an der Staatsoper Stuttgart.
Beate Ritter starb nach kurzer Krankheit am 22. Juni 2025 im Alter von 41 Jahren und wurde auf dem Sebastianfriedhof in Grieskirchen bestattet. Ihren letzten Auftritt hatte die Sopranistin am 18. April 2025 in der Zauberflöte an der Staatsoper Stuttgart.

## Repertoire
Beate Ritter war für ihren virtuosen Gesang im obersten Stimmfach bekannt. Ihr Repertoire umfasste überwiegend Koloraturpartien wie Olympia (Les contes d’Hoffmann), Blonde (Die Entführung aus dem Serail), Fiakermilli (Arabella) Cunegunde (Candide), Zerbinetta (Ariadne auf Naxos) und der Titelrolle in Lakmé.
Ein breites Konzert- und Oratorienrepertoire mit Werken von Johann Sebastian Bach (die Passionen, Jauchzet Gott in allen Landen, Kantaten), Georg Friedrich Händel, Wolfgang Amadeus Mozart (Exsultate, jubilate, c-Moll-Messe, Konzertarien) und Joseph Haydn, Liedprogramme von der Romantik (Franz Schubert, Hugo Wolf, Max Reger, Richard Strauss) bis zur zeitgenössischen Moderne (Mauricio Kagel, Aribert Reimann) sowie ein umfassendes Operettenrepertoire rundeten ihr Repertoire ab.

## Auszeichnungen
- 2009: Klassik Mania, 1. Preis
- 2018: Österreichischer Musiktheaterpreis 2018, Nominierung in der Kategorie „beste weibliche Nebenrolle“

## Rollen und Opernhäuser
- 2009: Theater an der Wien – Yniold, Pélleas et Mélisande, Claude Debussy (Dirigat Bertrand de Billy)
- 2010: Theater an der Wien – Damigella, L’incoronazione di Poppea, Claudio Monteverdi (Regie Robert Carsen)
- 2010: Volksoper Wien – Blonde, Die Entführung aus dem Serail, Wolfgang Amadeus Mozart (Dirigat Sascha Götzel)
- 2011: Volksoper Wien – Adele, Die Fledermaus, Johann Strauss (Inszenierung von Heinz Zednik)[9]
- 2011: Teatro dell’Opera di Roma – Blonde, Die Entführung aus dem Serail, Wolfgang Amadeus Mozart (Regie Graham Vick)
- 2011: Theater Sankt Gallen – Königin der Nacht, Die Zauberflöte, Wolfgang Amadeus Mozart
- 2012: Bunka Kaikan, Tokyo – Adele, Die Fledermaus, Johann Strauss
- 2012: Komische Oper Berlin – Königin der Nacht, Die Zauberflöte, Wolfgang Amadeus Mozart (Regie Barrie Kosky)
- 2013: Angers Opéra Nantes – Blonde, Die Entführung aus dem Serail, Wolfgang Amadeus Mozart (Dirigat Sascha Götzel)
- 2013: Deutsche Oper am Rhein (Duisburg) – Königin der Nacht, Die Zauberflöte, Wolfgang Amadeus Mozart
- 2014: Komische Oper Berlin – Olympia, Les contes d’Hoffmann, Jacques Offenbach
- 2014: Dallas Opera – Susanna, Le nozze di Figaro, Wolfgang Amadeus Mozart (Dirigat Emmanuel Villaume)
- 2015: Oper Köln – Fiakermilli, Arabella, Richard Strauss (Regie Barbe & Doucet, Dirigat Stefan Soltesz)
- 2015: Oper Leipzig – Königin der Nacht, Die Zauberflöte, Wolfgang Amadeus Mozart
- 2016: Volksoper Wien – Olympia, Les contes d’Hoffmann, Jacques Offenbach (Regie Barbe & Doucet, Dirigat Gerrit Prießnitz)
- 2017: Opéra national de Lorraine in Nancy – Zerbinetta, Ariadne auf Naxos, Richard Strauss (Regie David Hermann)
- 2017: Malmö Opera – Lakmé, Lakmé, Léo Delibes (Regie von Nicola Raab)
- 2018: Staatsoper Stuttgart – Gilda, Rigoletto, Giuseppe Verdi (Inszenierung von Jossi Wieler, Dirigat Giuliano Carella)
- 2018: Nationaltheater Mannheim – Gilda, Rigoletto, Giuseppe Verdi
- 2019: Staatsoper Stuttgart – Musetta, La Bohème, Giacomo Puccini (Dirigat Thomas Guggeis)
- 2019: Staatsoper Stuttgart – Zerbinetta, Ariadne auf Naxos, Richard Strauss (Inszenierung von Jossi Wieler, Dirigat Cornelius Meister)
- 2019: Deutsche Oper am Rhein (Düsseldorf) – Zerbinetta, Ariadne auf Naxos, Richard Strauss
- 2019: Opéra de Lausanne – Olympia, Les contes d’Hoffmann, Jacques Offenbach (Regie Stefano Poda)
- 2021: Staatsoper Stuttgart – Sophie, Der Rosenkavalier, Richard Strauss (Dirigat Cornelius Meister)
- 2022: Staatsoper Stuttgart – Amour/La Folie, Platée, Jean-Philippe Rameau (Inszenierung von Calixto Bieito, Dirigat Stefano Montanari)
- 2022: Staatsoper Stuttgart – Waldvogel, Siegfried, Richard Wagner (Inszenierung von Jossi Wieler, Dirigat Cornelius Meister)
- 2022: Staatsoper Stuttgart – Sophie, Werther, Jules Massenet (Inszenierung von Felix Rothenhäusler, Dirigat Alejo Pérez)
- 2023: Staatsoper Stuttgart – Engel, Saint François d’Assise, Olivier Messiaen (Inszenierung von Anna-Sophie Mahler, Dirigat Titus Engel)